# Jaime Montestrela
Jaime Montestrela (Lisboa, 12 de Junho de 1925 — Paris, França, 8 de Novembro de 1975) foi um poeta, crítico, ensaísta e psiquiatra português, fictício, criado por Hervé Le Tellier.

## Biografia
Jaime Montestrela nasceu em 1925 em Lisboa e fez parte da geração de escritores portugueses do período salazarista tais como Augusto Abelaira e Eugénio de Andrade. Licenciou-se em Medicina e começou uma carreira de psiquiatra no Hospital Miguel Bombarda de Lisboa. Em 1950, publicou seu primeiro livro de poesia reunida « engagée » "Prisão" sob o nome de Jaime Caixas, dedicado à prisão de Lisboa onde estão detidos os prisioneiros políticos. Exilado desde 1951 no Rio de Janeiro, naturalizou-se brasileiro e torna-se amigo do escritor e crítico Jorge de Sena, até fugir do país, em 1965, aquando do golpe militar. Instala-se em Paris (França), e morre em 1975, de um de aneurisma cerebral. Escritor à parte, suas obras estão empenhadas pela questão da ausência de Deus e decadência física. Capaz de humor como de gravidade, de lirismo como de escatologia, esteve ligado ao movimento Surrealistas e aos membros do Oulipo.

## Obra
Poesia
- Prisão (1950)

Prosa
- Cidade de lama, (1962)

Contos
- Contos aquosos, (1974)